# 1학년 1학기
1학년 1학기(First Grade)는 한국에서 제작된 이상엽 감독의 2003년 드라마 영화이다. 조연호 등이 주연으로 출연하였고 이상엽 등이 제작에 참여하였다.

## 출연

### 주연
- 조연호
- 이승희
- 최수한

## 제작진
- 조명: 곽영민
- 녹음: 좌성한
- 믹싱: 김홍열
- 미술: 이상엽